# Georg Nilsson (konstnär)
Sture Georg Nilsson, född 2 juli 1908 i Malmö, död där 28 juli 1988, var en svensk målare, tecknare och grafiker.
Han var son till verkmästaren Emil Nilsson och Anna Maria Holmkvist och från 1937 gift med Ada Skånberg. Nilsson studerade vid Skånska målarskolan i Malmö 1929–1932 och vid Académie Scandinave i Paris 1938 samt för den franske grafikern Abram Krol vid Konsthögskolans grafikskola i Stockholm 1944. Han var anställd som illustratör vid Sydsvenska Dagbladet sedan 1927. Separat ställde han ut i SDS-hallen 1939 och 1945. Tillsammans med Inga Palmgren ställde han ut på Ystads museum 1947 och tillsammans med Svante Tuvesson och Karin Lindberg-Lundkvist i Lomma 1958. Han medverkade i samlingsutställningar med Skånes konstförening, Sveriges allmänna konstförening, Föreningen Graphicas i Lund, 8 skånska grafiker i Köpenhamn och i Liljevalchs Stockholmssalonger. Bland hans offentliga arbeten märks utsmyckningar för HSB i Malmö, Kroksbäcksskolan i Malmö och Sydsvenska Dagbladet i Malmö. Nilsson var huvudsakligen verksam som tecknare och grafiker där han utförde karakteristiker av folktyper och landskap. Nilsson är representerad vid Malmö museum, Ystads konstmuseum, Stockholms läns landsting och Malmöhus läns landsting. Han är gravsatt i minneslunden på Limhamns kyrkogård.